# ARIA Charts
Pour les articles homonymes, voir Aria (homonymie).
Les ARIA Charts sont les principaux classements australiens, actualisés chaque semaine par l'Australian Recording Industry Association (ARIA). Les charts sont un enregistrement des meilleures ventes d'albums et de singles de genres variés en Australie. ARIA commence à dresser son propre hit-parade en interne la semaine du 26 juin 1988. Avant cela, depuis l'été 1983, ARIA a donné une licence au Kent Music Report (plus tard renommé Australian Music Report, jusqu'à la cessation d'activité en 1999).
Les charts ARIA contiennent : le top 100 hebdomadaire des meilleures ventes de singles, le top 100 hebdomadaire des meilleures ventes d'albums, le top 100 de fin d'année retraçant l'année en musique, le top 50 hebdomadaire des meilleures ventes de singles physiques (par opposition aux enregistrements informatiques), le top 50 hebdomadaire des meilleures ventes d'albums physiques, le top 50 hebdomadaire des meilleurs travaux de DJ, le top 40 hebdomadaire des meilleures ventes de pistes numériques, le top 40 hebdomadaire des meilleures ventes de DVD musicaux, le top 40 hebdomadaire des meilleures ventes de musique urbaine, le top 20 hebdomadaire des meilleures ventes de dance, et le top 20 hebdomadaire des meilleures ventes de country.
Les charts sont publiés sur le site internet de ARIA chaque dimanche après 18h, pour une version imprimée le lundi. Chaque classement est daté du lundi correspondant. Le premier Numéro 1 de l'ère des charts ARIA est Kokomo des Beach Boys le 8 janvier 1989.

## Histoire

Ancien logo des ARIA Charts.

Les classements Go-Set sont les premiers classements nationaux de singles et d'albums en Australie, publiés du 5 octobre 1966 au 24 août 1974. Succédant à Go-Set, le Kent Music Report commence à publier les classements nationaux du top 100 en Australie à partir de mai 1974. Le compilateur, David Kent, a également publié les classements nationaux de l'Australie de 1940 à 1974 de manière rétrospective en utilisant des données basées sur les États. Au milieu de l'année 1983, l'Australian Recording Industry Association commence à accorder des licences pour le palmarès Kent Music Report. Le premier classement national imprimé du top 50 disponible chez les disquaires, appelé Countdown, était daté de la semaine se terminant le 10 juillet 1983.
ARIA commence à compiler ses palmarès en interne à partir de l'enquête sur les palmarès datée du 13 juin 1988, correspondant aux palmarès imprimés du top 50 datés de la semaine se terminant le 26 juin 1988. Les compilations de divers artistes ont d'abord été inclus dans le classement des albums, comme ils l'avaient été dans le classement Kent Report, jusqu'au 2 juillet 1989, date à laquelle un classement séparé des compilations est créé.
Le 15 mars 2021, ARIA annonce qu'à partir du vendredi suivant, elle publierait les chiffres du classement hebdomadaire à 17 h AEST chaque vendredi, en remplacement de la méthode précédente qui consistait à les publier chaque samedi soir.
Le 1er mars 2022, l'association annonce que les charts intégreraient les données de streaming de YouTube provenant des utilisateurs connectés à partir du 4 mars,.

## Élaboration
Les charts ARIA se basent sur les données collectées chez les principaux détaillants d'Australie. Le Top 40 des pistes numériques et le Top 100 des singles prennent en compte les détaillants sur Internet comme iTunes et BigPond music ce depuis le 8 octobre 2006.
En 2006, il est annoncé que le groupe Brazin, comprenant les détaillants majeurs HMV, Sanity et Virgin music, ne contribuerait plus aux données de ventes pour ARIA,. Cependant, après une absence de 5 mois, Brazin recommence à contribuer à l'élaboration du hit-parade le 26 novembre 2006.

## Récompenses
Les récompenses et les évènements du chart australien sont nombreux.
ARIA No.1 Chart Awards est un évènement depuis 2002, permettant aux artistes australiens ayant atteint la première place tant convoitée des ventes d'albums et de singles d'accéder à la gloire.
ARIA Music Awards reconnaît l'excellence et l'innovation dans tous les genres de musique en Australie. Les tout premiers ARIA Awards ont lieu au Sydney's Sheraton Wentworth Hotel face à 500 invités, le 2 mars 1987. 19 ans plus tard, les prix sont décernés devant 2 500 invités, et 5 000 autres membres, et suivis par 2 millions de gens via Network Ten. La télédiffusion est internationale, via des chaînes payantes.
« Les ARIAs ont toujours été une vitrine pour les artistes locaux (…). Ils sont le temps fort du calendrier de l'industrie musicale, reconnaissant les talents dans plus de 28 catégories musicales » — Denis Handlin, président de ARIA[réf. nécessaire].
Le ARIA Hall of Fame tient une place importante dans les récompenses ARIA Awards depuis 1988. Traditionnellement associé à la cérémonie des Prix ARIA, il récompense une diversité de groupes et artistes, dont AC/DC, Dame Joan Sutherland, Olivia Newton-John, Johnny O'Keefe, Paul Kelly, John Farnham, INXS, Slim Dusty, Jimmy Little, Nick Cave et bien d'autres.
En juillet 2005, ARIA inaugure les "ARIA Icons: Hall of Fame", créés pour honorer le nombre croissant d'artistes de légende, et autres producteurs, auteurs et compositeurs qui ont eu un impact sur la culture musicale australienne. Tandis qu'ARIA maintient le Hall of Fame pendant la présentation des Prix ARIA, les ARIA Icons: Hall of Fame deviennent un évènement annuel différent du précédent.

## Certifications
Un single ou album musical est qualifié de Disque de Platine s'il excède 70 000 copies envoyées aux détaillants, et de Disque d'Or pour 35 000 copies expédiées. Ce nombre de copies a été diminué en 1989. Avant cette date, 100 000 copies représentaient un Disque de Platine et 50 000 un Disque d'Or). Originellement destinée aux LPs, cette certification ARIA est maintenant communément décernée pour les ventes de CD et téléchargements légaux de musique.
Pour les DVD musicaux (initialement VHS), une accréditation en Or représentait 7500 copies envoyées aux détaillants, et le Platine représentait 15 000 unités expédiées. En 2008, le nombre est modifié et le Platine vaut 70 000 copies et l'Or 35 000.

## Liste des succès et des non-succès du Top 50 australien

### Chansons le plus longtemps Numéro 1
14 semaines
- ABBA - Fernando (1976)

13 semaines
- The Beatles - Hey Jude (1968)
- Coolio - Gangsta's Paradise (1995/96)

12 semaines
- Eminem - Lose Yourself (2002/03)

11 semaines
- Wings - Mull of Kintyre (1977/78)
- Bryan Adams - (Everything I Do) I Do It for You (1991)
- Spice Girls - Wannabe (1996/97)

10 semaines
- The Platters - Smoke Gets in Your Eyes (1959)
- Daddy Cool - Eagle Rock (1971)
- ABBA - Mamma Mia  (1975)
- Whitney Houston - I Will Always Love You (1992/93)
- Sandi Thom - I Wish I Was a Punk Rocker (With Flowers in My Hair) (2006)

9 semaines
- Johnnie Ray - Just Walkin' in the Rain (1956/57)
- Engelbert Humperdink - The Last Waltz (1967)
- Olivia Newton-John et John Travolta - You're the One That I Want (1978)
- USA for Africa - We Are the World (1985)
- Los Del Rio - Macarena (1996)
- Hanson - MMMBop (1997)
- Aerosmith - I Don't Want to Miss a Thing (1998)
- Britney Spears - …Baby One More Time (1999)
- Eiffel 65 - Blue (Da Ba Dee) (1999/00)
- Shakira avec Wyclef Jean - Hips Don't Lie (2006)
- Fergie - Big Girls Don't Cry (2007)

8 semaines
- Normie Rowe & The Playboys - Que Sera, Sera (Whatever Will Be, Will Be) (1965)
- ABBA - Dancing Queen  (1976)
- Racey - Lay Your Love on Me (1979)
- The B-52s - Love Shack (1989/90)
- Sinéad O'Connor - Nothing Compares 2 U (1990)
- Michael Jackson - Black or White (1991/92)
- Meat Loaf - I'd Do Anything for Love (But I Won't Do That) (1993)
- No Doubt - Don't Speak (1997)
- Savage Garden - Truly Madly Deeply (1997)
- Lou Bega - Mambo No. 5 (1999)
- Shaggy avec Rayvon - Angel (2001)
- Alien Ant Farm - Smooth Criminal (2001)
- Rihanna - SOS (2006)
- Timbaland avec OneRepublic - Apologize (2007/2008)
- Lady Gaga - Poker Face (2008)

### Artistes ayant le plus de titres Numéro 1
- The Beatles (26)
- Elvis Presley (14)
- Madonna (12)
- Kylie Minogue (10)
- Eminem (8)
- Delta Goodrem (8)
- Rihanna (7)
- The Rolling Stones (6)
- ABBA (6)
- Britney Spears (5)
- George Michael (5)
- Olivia Newton-John (5)
- Roy Orbison (5)
- U2 (5)

### Artistes ayant le plus de titres Numéro 1 consécutifs
- The Beatles - 7
- ABBA - 6 (1975-1976)
- Delta Goodrem - 6 (2002-2004)

### Artistes Numéro 1 en musique téléchargée
- Rihanna - Don't Stop the Music (2008)

Évolution du Chart : 53-22-7-2-1
- Katy Perry - I Kissed a Girl (2008)

Évolution du Chart : 13-2-1
Jusqu'à présent, I Kissed a Girl est le single numérique qui a atteint la première place le plus rapidement (trois semaines).

### Chutes de la première place
- 1-24 Céline Dion - My Heart Will Go On (1998)
- 1-15 Jesse McCartney - Beautiful Soul (2005)
- 1-10 Avril Lavigne - Complicated (2002)
- 1-8 Kylie Minogue - 2 Hearts (2007)
- 1-7 Kylie Minogue - In Your Eyes (2002)
- 1-6 Nelly - My Place/Flap Your Wings (2004)
- 1-6 Coolio - Gangsta's Paradise (1996)
- 1-6 Bryan Adams - (Everything I Do) I Do It for You (1991)
- 1-6 George Michael - Jesus to a Child (1996)
- 1-5 Kylie Minogue - Spinning Around (2000)
- 1-5 Ratcat - Don't Go Now (1991)
- 1-5 Shannon Noll - Learn to Fly (2004)
- 1-5 Guy Sebastian - Out with My Baby (2004)
- 1-5 Missy Higgins - Steer (2007)

### Singles Numéro 1 tirés d'un seul album
- 5 - Delta Goodrem - Innocent Eyes (2003)
  - Born to Try
  - Lost Without You
  - Innocent Eyes
  - Not Me, Not I
  - Predictable
- 3 - Britney Spears - In the Zone (2003)
  - Me Against the Music
  - Toxic
  - Everytime
- 3 - ABBA - ABBA (1975)
  - I Do, I Do, I Do, I Do, I Do
  - Mamma Mia
  - SOS
- 3 - ABBA - Arrival (1976)
  - Fernando
  - Dancing Queen
  - Money, Money, Money
- 3 - Kylie Minogue - Kylie (1988)
  - Locomotion
  - I Should Be So Lucky
  - Got to Be Certain

### Singles Top5 tirés d'un même album
- 7 - Lady Gaga - The Fame/Monster (2008/2009/2010)
  - Just Dance
  - Poker Face
  - LoveGame
  - Paparazzi
  - Bad Romance
  - Telephone
  - Alejandro
- 5 - P!nk - I'm Not Dead (2006/2007)
  - Stupid Girls
  - U and Ur Hand
  - Who Knew
  - Leave Me Alone (I'm Lonely)
  - Dear Mr President

### Chansons ayant atteint la première place par différents artistes
- Mona Lisa par Dennis Day/Nat King Cole (1950) et Conway Twitty (1959)
- Unchained Melody par Al Hibbler/Les Baxter (1955) et Righteous Brothers (1990)
- Can't Help Fallin' in Love par Elvis Presley (1962) et UB40 (1993)
- Venus par Shocking Blue (1970) et Bananarama (1986)
- American Pie par Don McLean (1972) et Madonna (2000)
- Killing Me Softly With His Song par Roberta Flack (1973) et The Fugees (1996, titrée Killing Me Softly)
- Funkytown par Lipps Inc. (1980) et Pseudo Echo (1986)
- The Power of Love par Jennifer Rush (1985) et Céline Dion (1993)
- What About Me par Rush (1982) et Shannon Noll (2004)

### Singles directement Numéro 1

#### Avant 2000
- Midnight Oil - Species Deceases (EP) (27 novembre 1985)
- Kylie Minogue - Got to Be Certain (10 juillet 1988)
- U2 - The Fly (3 novembre 1991)
- Meat Loaf - I'd Do Anything for Love! (but I Won't Do That)! (5 septembre 1993)
- U2 - Hold Me, Thrill Me, Kiss Me, Kill Me (9 juillet 1995)
- George Michael - Jesus to a Child (21 janvier 1996)
- Metallica - Until It Sleeps (2 juin 1996)
- The Fugees - Killing Me Softly (23 juin 1996)
- Silverchair - Freak (26 janvier 1997)
- Hanson - MMMBop (1er juin 1997)

#### 2000
- Madonna - American Pie (5 mars 2000)
- *NSYNC - Bye Bye Bye (12 mars 2000)
- Bardot (en) - Poison (16 avril 2000)
- Madison Avenue - Who the Hell Are You (11 juin 2000)
- Kylie Minogue - Spinning Around (25 juin 2000)
- Madonna - Music (27 août 2000)
- Kylie Minogue - On a Night like This (17 septembre 2000)
- U2 - Beautiful Day (15 octobre 2000)

#### 2001
- Scandal'us - Me, Myself & I (22 avril 2001)
- Shaggy and Ricardo RikRok Ducent - Angel (3 juin 2001)
- Kylie Minogue - Can't Get You out of My Head (16 septembre 2001)

#### 2002
- Kylie Minogue - In your Eyes (27 janvier 2002)
- Shakira - Whenever, Wherever (3 février 2002)
- Scott Cain - I'm Moving On (12 mai 2002)
- Eminem - Without Me (26 mai 2002)
- Holly Valance - Kiss Kiss (9 juin 2002)
- Shakira - Underneath Your Clothes (18 juin 2002)
- Elvis Presley vs JXL - A Little Less Conversation (23 juin 2002)
- Avril Lavigne - Complicated (25 août 2002)
- Las Ketchup - The Ketchup Song (Aserejé) (13 octobre 2002)
- Nelly & Kelly Rowland - Dilemma (20 octobre 2002)
- Eminem - Lose Yourself (8 décembre 2002)

#### 2003
- Delta Goodrem - Lost Without You (9 mars 2003)
- t.A.T.u. - All the Things She Said (16 mars 2003)
- Justin Timberlake - Rock Your Body (11 mai 2003)
- R. Kelly - Ignition (Remix) (13 juillet 2003)
- Dido - White Flag (21 septembre 2003)
- Australian Idol: The Final 12 - Rise Up (19 octobre 2003)
- Kylie Minogue - Slow (9 novembre 2003)
- Britney Spears et Madonna - Me Against the Music (16 novembre 2003)
- Guy Sebastian - Angels Brought Me Here (30 novembre 2003)

#### 2004
- Shannon Noll - What About Me (1er février 2004)
- Guy Sebastian - All I Need Is You (29 février 2004)
- Britney Spears - Toxic (14 mars 2004)
- Usher, Ludacris et Lil Jon - Yeah! (28 mars 2004)
- Frankee - F.U.R.B. (Fuck You Right Back) (13 juin 2004)
- Britney Spears - Everytime (27 juin 2004)
- Shannon Noll - Learn to Fly (11 juillet 2004)
- Paulini - Angel Eyes (juillet 2004)
- Missy Higgins - Scar (8 août 2004)
- Cosima De Vito - When the War Is Over/One Night Without You (15 août 2004)
- Nelly et Jaheim - My Place/Flap Your Wings (29 août 2004)
- Guy Sebastian - Out with My Baby (3 octobre 2004)
- Delta Goodrem - Out of the Blue (17 octobre 2004)
- Eminem - Just Lose It (7 novembre 2004)
- Gwen Stefani - What You Waiting For? (14 novembre 2004)
- Casey Donovan - Listen with Your Heart (5 décembre 2004)
- Anthony Callea - The Prayer (19 décembre 2004)

#### 2005
- Nitty - Nasty Girl (23 janvier 2005)
- Delta Goodrem et Brian McFadden - Almost Here (13 mars 2005)
- Anthony Callea - Rain/Bridge over Troubled Water (20 mars 2005)
- Snoop Dogg avec Justin Timberlake & Charlie Wilson - Signs (1er mai 2005)
- Black Eyed Peas - Don't Phunk With My Heart (22 mai 2005)
- Gwen Stefani - Hollaback Girl (29 mai 2005)
- Backstreet Boys - Incomplete (19 juin 2005)
- Mariah Carey - We Belong Together (26 juin 2005)
- Akon - Lonely (10 juillet 2005)
- Crazy Frog - Axel F (24 juillet 2005)
- 2Pac & Elton John - Ghetto Gospel (21 août 2005)
- Pussycat Dolls - Don't Cha (28 août 2005)
- Shannon Noll - Shine (2 octobre 2005)
- Madonna - Hung Up (13 novembre 2005)
- Black Eyed Peas - My Humps (20 novembre 2005)
- Kate DeAraugo - Maybe Tonight (4 décembre 2005)
- Lee Harding - Wasabi/Eye of the Tiger (18 décembre 2005)

#### 2006
- Chris Brown - Run It! (22 janvier 2006)
- Rihanna - SOS (23 avril 2006)
- Shakira avec Wyclef Jean - Hips Don't Lie (18 juin 2006)
- Justin Timberlake - SexyBack (20 août 2006)
- U2 et Green Day - The Saints Are Coming (12 novembre 2006)
- Damien Leith - Night of My Life (3 décembre 2006)

#### 2007
- Hinder - Lips of an Angel (29 janvier 2007)
- Silverchair - Straight Lines (19 mars 2007)
- Missy Higgins - Steer (23 avril 2007)
- Rihanna avec Jay-Z - Umbrella (2 juin 2007)
- Fergie - Big Girls Don't Cry (15 juillet 2007)
- Sean Kingston - Beautiful Girls (17 septembre 2007)
- Delta Goodrem - In This Life (24 septembre 2007)
- Kylie Minogue - 2 Hearts (19 novembre 2007)

### Artistes ayant le plus grand nombre cumulé de semaines Numéro 1
- The Beatles (101 semaines)
- Delta Goodrem (44 semaines)
- ABBA (42 semaines)
- Madonna (37 semaines)
- Kylie Minogue (31 semaines)

### Chansons le plus longtemps Numéro 2

#### Huit semaines
- Bryan Adams - Have You Ever Really Loved a Woman? (1995)

#### Sept semaines
- ABBA - SOS (1975/1976)
- Phil Collins - A Groovy Kind of Love (1988)
- Sonia Dada - You Don't Treat Me No Good (1993)
- Ugly Kid Joe - Cat's in the Cradle (1993)
- Bon Jovi - Always (1994)
- Shania Twain - That Don't Impress Me Much (1999)
- Enrique Iglesias - Hero (2001-02)
- Justin Timberlake - SexyBack (2006)

#### Six semaines
- Kate Ceberano - Bedroom Eyes (1989)
- Wet Wet Wet - Love Is All Around (1994)
- N-Trance - Stayin' Alive (1995)
- Everything but the Girl - Missing (1996)
- Run DMC - It's Like That (1997/98)
- Madison Avenue - Don't Call Me Baby (1999/2000)
- Eminem avec Dido - Stan (2001)
- Eminem - Without Me (2002)
- Las Ketchup - Asereje (The Ketchup Song) (2002)
- Delta Goodrem - Born to Try (2003)
- Black Eyed Peas - Where Is the Love? (2003)
- Gwen Stefani - What You Waiting For? (2004)
- TV Rock - Flaunt It (2006)
- Scissor Sisters - I Don't Feel Like Dancin' (2006)
- Gwen Stefani - The Sweet Escape (2007)
- Gabriella Cilmi - Sweet About Me (2008)

#### Cinq semaines
- Madonna - Like a Prayer (1989)
- Roxette - It Must Have Been Love (1990)
- Paula Abdul - Opposites Attract (1990)
- Luther Vandross et Janet Jackson - The Best Things in Life Are Free (1992)
- Janet Jackson - That's the Way Love Goes (1993)
- Warren G avec Adina Howard - What's Love Got To Do With It (1996)
- No Mercy - When I Die (1997)
- Aqua - Barbie Girl (1997)
- Chumbawamba - Tubthumping (1997/98)
- Backstreet Boys - As Long as You Love Me (1998)
- Green Day - Good Riddance (Time of Your Life) (1998)
- Cher - Believe (1998/99)
- The Offspring - Pretty Fly (for a White Guy) (1998/99)
- Anastacia - I'm Outta Love (2000)
- Wheatus - Teenage Dirtbag (2000)
- Kelis - Milkshake (2004)
- Black Eyed Peas - My Humps (2005)
- Avril Lavigne - Girlfriend (2007)
- Timbaland avec Keri Hilson et D.O.E. - The Way I Are (2007/08)

### Chansons le plus longtemps Numéro 3

#### Sept semaines
- Crystal Waters - 100% Pure Love (1994)

#### Six semaines
- Concrete Blonde - Joey (1990)
- Peter André - Gimme Little Sign (1993)
- Sisqó - Thong Song (2000)
- Usher - Burn (2004)
- Flo Rida avec T-Pain - Low (2008)

#### Cinq semaines
- Jann Arden - Insensitive (1995)
- Aqua - Lollipop (Candyman) (1998)
- Céline Dion - My Heart Will Go On (1998)
- Shania Twain - From This Moment On (1998)
- Silverchair - Anthem for the Year 2000 (1999)
- Britney Spears - Sometimes (1999)
- Madison Avenue - Don't Call Me Baby (1999/2000)
- Gorillaz - Feel Good Inc. (2005)
- Christina Aguilera - Candyman (2007)
- Lady Gaga  - Bad Romance (2009)

#### Quatre semaines
- Roxette - Dressed for Success
- Inner Circle - Sweat (A La La La La Long) (1993)
- Ace of Base - All That She Wants (1993/94)
- Toni Braxton - You're Makin' Me High (1996)
- Céline Dion - Because You Loved Me (1996)
- Ginuwine - Pony (1997)
- Chumbawamba - Tubthumping (1997/98)
- The Offspring - Why Don't You Get a Job? (1999)
- Wheatus - Teenage Dirtbag (2000)
- Melanie C avec Lisa Left Eye Lopes - Never Be the Same Again (2000)
- Bomfunk MC's - Freestyler (2000)
- Bob le bricoleur - Can We Fix It? (2001)
- Las Ketchup - Asereje (The Ketchup Song) (2002)
- Holly Valance - Kiss Kiss (2002)
- Sophie Ellis Bextor - Murder on the Dancefloor (2002)
- Busta Rhymes & Mariah Carey - I Know What You Want (2003)
- Delta Goodrem - Lost Without You (2003)
- Young Divas - This Time I Know It's for Real (2006)
- Bob Sinclar avec Gary Pine - Love Generation (2006)
- Akon avec Eminem - Smack That (2007)
- Alex Gaudino avec Crystal Waters - Destination Calabria (2007)
- Good Charlotte - Dance Floor Anthem (2007)
- Leona Lewis - Bleeding Love (2008)
- Lady Gaga - Paparazzi (2009)

### Chansons le plus longtemps dans le Top10

#### Au-delà de 18 semaines
- 24 semaines - ABBA - Fernando (1976)
- 24 semaines - Guns N' Roses - November Rain (1992/93)
- 24 semaines - The Prodigy - Breathe (1996/97)
- 22 semaines - TV Rock - Flaunt It (2006)
- 21 semaines - Rick Astley - Never Gonna Give You Up (1987/88)
- 21 semaines - Sandi Thom - I Wish I Was a Punk Rocker (With Flowers in My Hair) (2006/07)
- 19 semaines - Silverchair - Tomorrow (1994)
- 19 semaines - The Black Eyed Peas - Where Is the Love? (2003)
- 19 semaines - Flo Rida avec T-Pain - Low (2008)

#### 18 semaines
- ABBA - Mamma Mia (1975)
- Wet Wet Wet - Love Is All Around (1994)
- The Goo Goo Dolls - Iris (1998)
- Shania Twain - From This Moment On (1998/99)
- Wheatus - Teenage Dirtbag (2000)
- Scissor Sisters - I Don't Feel Like Dancin' (2006/07)
- Timbaland avec Keri Hilson et D.O.E. - The Way I Are (2007/08)

#### 17 semaines
- The Bangles - Walk Like an Egyptian (1986-87)
- Céline Dion - Because You Loved Me (1996)
- Lighthouse Family - High (1998)
- Pearl Jam - Last Kiss (1999)
- Evanescence - Bring Me to Life (2003)
- Savage Garden - Truly Madly Deeply (1997)
- Green Day - Good Riddance (Time of Your Life) (1998)
- Las Ketchup - Asereje (The Ketchup Song) (2002)
- Avril Lavigne - Girlfriend (2007)
- Christina Aguilera - Candyman (2007)
- Timbaland avec OneRepublic - Apologize (2007/2008)
- Leona Lewis - Bleeding Love (2007/08)

#### 16 semaines
- George Michael - Careless Whisper (1984)
- Kylie Minogue - Locomotion (1987)
- Yazz - The Only Way Is Up (1988/89)
- Cher - If I Could Turn Back Time (1989/90)
- Sonia Dada - You Don't Treat Me No Good
- Chumbawamba - Tubthumping (1997/98)
- Aerosmith - I Don't Want to Miss a Thing (1998)
- Céline Dion - My Heart Will Go On (1998)
- Shakira - Whenever, Wherever (2002)
- 50 Cent - In da Club (2003)
- James Blunt - Goodbye My Lover (2006)
- Lady Gaga - Poker Face (2008/09)

#### 15 semaines
- ABBA - Dancing Queen (1976)
- Samantha Fox - Touch Me (I Want Your Body) (1986)
- Salt-n-Pepa - Let's Talk About Sex (1991/92)
- Whitney Houston - I Will Always Love You (1992)
- The Cranberries - Zombie (1994/95)
- Bon Jovi - Always (1994/95)
- N-Trance - Stayin' Alive (1995)
- Los Del Rio - Macarena (1996)
- N-Trance avec Rod Stewart - Da Ya Think I'm Sexy? (1997)
- Shania Twain - You're Still the One (1998)
- Jennifer Paige - Crush (1998/99)
- Madison Avenue - Don't Call Me Baby (1999/2000)
- Eminem avec Dido - Stan (2001)
- Delta Goodrem - Born to Try (2003)
- 50 Cent - P.I.M.P (2003/04)
- Joel Turner - These Kids (2004/05)
- Youth Group - Forever Young (2006)
- Justin Timberlake - SexyBack (2006)
- Evermore - Light Surrounding You (2007)
- Mika - Grace Kelly (2007)
- Santana avec Chad Kroeger - Into the Night (2007)

#### 14 semaines
- Boyz II Men - End of the Road (1992)
- Merril Bainbridge - Mouth (1995)
- Spice Girls - Wannabe (1996)
- Elton John - Candle in the Wind 1997 / Something About the Way You Look Tonight (1997)
- The Offspring - Pretty Fly (for a White Guy) (1998/99)
- Savage Garden - The Animal Song (1999)
- Lou Bega - Mambo No. 5 (1999)
- Vanessa Amorosi - Absolutely Everybody (1998-2000)
- Shaggy avec Rikrok - It Wasn't Me (2001)
- Lifehouse - Hanging by a Moment (2001)
- Nickelback - How You Remind Me (2001)
- Nelly avec Kelly Rowland - Dilemma (2002/03)
- Eminem - Lose Yourself (2002/03)
- Beyoncé avec Sean Paul - Baby Boy (2003)
- Gorillaz - Feel Good Inc. (2005)
- James Blunt - You're Beautiful (2005)
- Young Divas - This Time I Know It's for Real (2006)
- Shakira avec Wyclef Jean - Hips Don't Lie (2006)
- Pussycat Dolls avec Busta Rhymes - Don't Cha (2005)
- Akon avec Eminem - Smack That (2006/07)
- Gwen Stefani avec Akon - The Sweet Escape (2007)
- Fall Out Boy - Thnks fr th Mmrs (2007)
- Fergie - Big Girls Don't Cry (2007)
- Matchbox Twenty - How Far We've Come (2007)
- Gabriella Cilmi - Sweet About Me (2008)
- Lady Gaga - Just Dance (2008)
- Lady Gaga - Bad Romance (2009/10)

#### 13 semaines
- Paul Lekakis - Boom Boom (Let's Go Back to My Room) (1987)
- Mel & Kim - Respectable (1987)
- Madonna - Like a Prayer (1989)
- Sinéad O'Connor - Nothing Compares 2 U (1990)
- The Offspring - Come Out and Play (1994/95)
- No Doubt - Don't Speak (1997)
- Will Smith - Men in Black (1997)
- Cher - Believe (1998/99)
- The Black Eyed Peas - Shut Up (2003/04)
- Mario - Let Me Love You (2005)
- Jessica Simpson - These Boots Are Made for Walkin' (2005)
- Pink - Who Knew (2006)
- Beyoncé - Irreplaceable (2006/07)
- Thirsty Merc - 20 Good Reasons (2007)
- Rihanna avec Jay-Z - Umbrella (2007)
- Alicia Keys - No One (2007/08)
- The Veronicas - Untouched (2008)

#### 12 semaines
- ABBA - SOS (1975)
- Bananarama - Venus (1986)
- George Michael - Fastlove (1996)
- Nelly Furtado - I'm like a Bird (2001)
- Vanessa Carlton - A Thousand Miles (2002)
- Kelis - Milkshake (2003/04)
- The Veronicas - 4ever (2005)
- Ciara avec Missy Elliott - 1, 2 Step (2005)
- Will Smith - Switch (2005)
- Rogue Traders - Voodoo Child (2005)
- Nelly Furtado - Promiscuous (2006)
- Pussycat Dolls - Buttons (2006)
- Rihanna - SOS (2006)
- Fall Out Boy - This Ain't a Scene, It's an Arms Race (2007)
- Fergie avec Ludacris - Glamorous (2007)
- Good Charlotte - Dance Floor Anthem (2007)
- The Potbelleez - Don't Hold Back (2007/08)
- Rihanna - Don't Stop the Music (2008)
- Newton Faulkner - Dream Catch Me (2008)
- Jordin Sparks/Chris Brown - No Air (2008)

### Plus grosses chutes dans le Top50
- Paul The Chief Harragon - That's Gold (2007) 8-47 (39 places)
- Joel Turner - Funk U Up (2005) 13-44 (31 places)
- Kylie Mole - So Excellent/I Go I Go (1988) 19-49 (30 places)
- Tomislav Ivčić - Stop The War in Croatia (1992) 20-49 (29 places)
- The GetUp Mob - From Little Things Big Things Grow (2008) 18-46 (28 places)
- Aqua - Doctor Jones (1998) 10-37 (27 places)
- Bobby McFerrin - Don't Worry, Be Happy (1989)  20-46 (26 places)
- No Doubt - Just a Girl (1996) 14-40 (26 places)
- Steps - Heartbeat/Tragedy (1999) 19-45 (26 places)
- Smash Mouth - Walkin' On the Sun (1998) 20-46 (26 places)
- Ricki-Lee - Can't Sing a Different Song (2008) 8-34 (26 places)
- Kate Alexa - Somebody Out There (2006) 21-46 (25 places)
- Lee Kernaghan, Adam Brand et Steve Forde - Spirit of the Bush (2007) 11-36 (25 places)
- Sinéad O'Connor - Nothing Compares 2 U (1990) 25-49 (24 places)
- Bryan Adams - (Everything I Do) I Do It For You (1991) 6-30 (24 places)
- Natalie Imbruglia - Big Mistake (1998) 18-42 (24 places)
- Human Nature (en) - Don't Cry (1999) 5-29 (24 places)
- Coldplay - In My Place (2002) 23-47 (24 places)
- U2 et Green Day - The Saints Are Coming (2006) 7-31 (24 places)
- Céline Dion - My Heart Will Go On (1998) 1-24 (23 places)
- The Butterfly Effect (en) - A Slow Descent (2006) 9-32 (23 places)
- The Black Eyed Peas - Where Is the Love? (2003) 16-39 (23 places)
- Spiderbait - Black Betty (2004) 23-46 (23 places)
- The Veronicas - 4ever (2005) 25-48 (23 places)
- Youth Group - Forever Young (2006) 26-49 (23 places)
- Les Simpson - Do The Bartman (1991) 20-42 (22 places)
- Pearl Jam - Nothing As It Seems (2000) 7-29 (22 places)
- Bob le bricoleur - Can We Fix It? (2001) 17-39 (22 places)
- Christina Aguilera avec Redman - Dirrty (2002) 13-35 (22 places)
- Darren Hayes - So Beautiful (2005) 25-47 (22 places)
- Indecent Obsession - Say Goodbye (1989) 17-38 (21 places)
- Eminem - Without Me (2002) 17-38 (21 places)
- Madonna - Hollywood (2003) 16-37 (21 places)
- Freestylers - Push Up (2004) 14-35 (21 places)
- Lethbridge - In My Room (2004) 12-33 (21 places)
- Counting Crows - Accidentally in Love (2004) 28-49 (21 places)
- Kate Alexa - All I Hear (2006) 29-50 (21 places)

### Plus grosses progressions dans le Top50
- George Michael - Too Funky (1992) 50-8 (42 places)
- No Mercy - Where Do You Go (1996) 50-10 (40 places)
- Madonna - This Used to Be My Playground (1992)  50-13 (37 places)
- Sinéad O'Connor - Nothing Compares 2 U (1990) 37-1 (36 places)
- Bill Medley et Jennifer Warnes - (I've Had) The Time of My Life (1988) 47-13 (34 places)
- Guns N' Roses - November Rain (1992) 41-7 (34 places)
- Crowded House - Better Be Home Soon (1988) 36-3 (33 places)
- Queen - Bohemian Rhapsody (1992) 45-12 (33 places)
- Psycho Teddy - Psycho Teddy (Do You Really Really Want To?) (2008) 44-12 (32 places)
- Westlife - You Raise Me Up (2006) 40-8 (32 places)
- Ace of Base - The Sign (1994) 41-9 (32 places)
- Rihanna avec Ne-Yo - Hate That I Love You (2007) 49-18 (31 places)
- ABBA - Dancing Queen (1976) 38-8 (30 places)
- Alice Cooper - Poison (1989) 49-19 (30 places)
- Kylie Minogue - Confide in Me (1994) 31-1 (30 places)
- Merril Bainbridge - Under the Water (1995) 46-17 (29 places)
- No Doubt - Don't Speak (1995) 50-21 (29 places)
- Boyz II Men - End of the Road (1992) 40-13 (27 places)
- The 12th Man] - Bruce 2000 (A Special Tribute) (2000) 32-5 (27 places)
- Tomislav Ivčić - Stop the War in Croatia (1991) 39-13 (26 places)
- The Offspring - Self Esteem (1995) 33-7 (26 places)
- Shaggy - Boombastic (1996) 37-11 (26 places)
- Five - Got the Feelin' (1998) 35-9 (26 places)
- Goo Goo Dolls - Iris (1998) 48-23 (25 places)
- Alicia Keys - No One (2007) 37-13 (24 Places)
- Los Del Rio] - Macarena (1996) 36-12 (24 places)
- LeAnn Rimes - Can't Fight the Moonlight (2001) 26-2 (24 places)
- High School Musical 2 Cast - What Time Is It? (2007) 44-20 (24 places)
- Mariah Carey - All I Want for Christmas Is You (1994) 46-23 (23 places)
- ABBA - Knowing Me, Knowing You (1977) 40-18 (22 places)
- Green Day - Warning (2001) 41-19 (22 places)
- Aqua - Barbie Girl (1997) 30-9 (21 places)
- Michael Bublé - Everything (2007) 40-19 (21 places)
- Brian McFadden - Like Only a Woman Can (2008) 36-15 (21 places)
- Metro Station - Shake It (2008) 25-4 (21 places)
- Queen - I Want It All (1989) 35-15 (20 places)
- Nirvana - Smells Like Teen Spirit (1991) 33-13 (20 places)
- Kelly Clarkson - Never Again (2007) 50-30 (20 places)
- Sneaky Sound System - UFO (2007) 35-15 (20 places)
- Silverchair - Straight Lines (2007) 42-22 (20 places)
- Soulja Boy - Crank That (Soulja Boy) (2008) 33-13 (20 places)
- The Last Goodnight - Pictures of You (2008) 26-7 (19 places)
- Vitamin C - The Itch (2000) 27-8 (19 places)
- Simple Plan - Perfect (2004) 43-24 (19 places)
- Newton Faulkner - Dream Catch Me (2008) 47-28 (19 places)
- ABBA - SOS (1975) 48-30 (18 places)
- Rod Stewart - Lost In You (1988) 50-32 (18 places)
- Madonna - Vogue (1990) 19-1 (18 places)
- Pussycat Dolls - When I Grow Up (2008) 26-8 (18 places)
- East 17 - It's Alright (1993) 25-7 (18 places)

### Albums le plus longtemps Numéro 1
76 semaines
- Soundtrack - The Sound of Music (1965/66/67)

34 semaines
- Dire Straits - Brothers in Arms (1985/86)

30 semainess
- The Beatles - Sgt. Pepper's Lonely Hearts Club Band (1967/68)

29 semaines
- Neil Diamond - Hot August Night (1973/74)
- Delta Goodrem - Innocent Eyes (2003/04)

28 semaines
- Original Australian Broadway cast - Hair (1969)

25 semaines
- John Farnham - Whispering Jack (1985/86/87)

20 semaines
- Shania Twain - Come on Over (1998/99)

### Albums le plus longtemps dans le Top10
62 semaines
- P!nk - I'm Not Dead (2006/2007)

### Artistes ayant le plus grand nombre d'albums Numéro 1
- The Beatles (14)*
- U2 (10)
- Madonna (9)*
- Jimmy Barnes (8)
- The 12th Man (7)
- Rod Stewart (7)
- John Farnham (7)*
- Elton John (7)*
- Bon Jovi (7)
- The Rolling Stones (6)
- Pearl Jam (6)
- Silverchair (5)
- Céline Dion (5)
- Michael Jackson (5)*
- Neil Diamond (5)
- Red Hot Chili Peppers (5)
- Delta Goodrem (3)
- Kylie Minogue (3)
- Powderfinger (3)